# کریستیان ددیان
کریستیان دِدِیان (ارمنی: Քրիստիան Տետեյան؛ فرانسوی: Christian Dédéyan‎؛ زادهٔ ۴ آوریل ۱۹۱۰ - درگذشته ۱۰ اکتبر ۲۰۰۰)، نویسنده اهل ارمنستان بود.

## زندگی‌نامه
وی در ۴ آوریل ۱۹۱۰ در ازمیر به دنیا آمد و از دانشگاه پاریس فارغ‌التحصیل شد. از سال ۱۹۲۲ ساکن پاریس بود. وی برادر شارل ددیان بود. دِدِیان عضو جماعت مخیتاریست بود. ددیان آثار خویش را به زبان ارمنی غربی و فرانسوی می‌نگاشت. وی برنده جوایزی همچون شد. وی در ۱۰ اکتبر ۲۰۰۰ در سن ۹۰ سالگی درگذشت.